# 四天王 (ポケットモンスターSPECIAL)
四天王（してんのう）では、漫画『ポケットモンスターSPECIAL』に登場する四天王およびリーグチャンピオンを記述する。

## 概要
カントー地方とホウエン地方ほかのポケモンリーグはそれぞれ別に存在し、そのあり方も大幅に異なる。
発足時には両リーグに制度の違いはなく、参加者全員のトーナメントで「ポケモンリーグチャンピオン」1名を決定していた。しかしホウエンポケモンリーグには、カントーと異なる制度として過去の上位入賞者から四天王が選出され、彼らを倒して初めて「殿堂入り」することができる（リーグチャンピオンとして公式認定される）、というものがある。つまり、ホウエン四天王は「公認」であり、いわば「日なたの組織」であるといえる。対して、カントーのポケモンリーグではそのような制度は存在せず、公式認定されているのは「ポケモンリーグ優勝者」だけである。そのためカントー四天王は認められた集団ではなく、地下組織である事が分かる。以上のことから、カントーとホウエンの四天王は、同じ「四天王」の呼称は付いているものの、全く性質の違う集団といえる。
イッシュ地方でもリーグの制度は異なり、地方のジムリーダーから貰えるジムバッジを8つ集め、期間内に行われるポケモンリーグ予選トーナメントを勝ち進み、その優勝者が四天王への挑戦を認められ、更にチャンピオンを倒すことで「ポケモンリーグ優勝者」となる。
ガラル地方ではリーグ四天王が存在せず、リーグ制度はイッシュ地方に近く、推薦状を貰うことで「ジムチャレンジ」（地方のジムリーダーから貰えるジムバッジを期間内に8つ集める）の挑戦が認められ、バッジを8つ集めポケモンリーグ予選トーナメントを勝ち進み優勝すると、現チャンピオンへの挑戦を認められ、チャンピオンを倒すことで「ガラルポケモンリーグ・チャンピオン」となれる。
シンオウ地方・ジョウト地方・カロス地方でもそれぞれの地方のポケモン協会公認の四天王が登場するが、各ポケモンリーグの詳しい形式は不明。
第3章までの四天王は悪の組織の一員として描かれており、第4章以降は見られなくなっていたが、第12章では久々に悪の組織所属の四天王が登場した。

## カントー四天王
第2章に登場。主人公達と対立する集団としての登場で、本来の「四天王」の称号とは大幅に異なる。
選ばれたトレーナーとポケモンのみの「理想郷」を作ることを目的とし、そのために、ポケモンに害をなす人類を滅ぼそうとしている。ポケモン、道具、もしくはトレーナーが特殊能力を持っていることがある。ボールは「ハイパーボール」を使用している。本拠地は島自体が巨大なエネルギー増幅器である火山島・スオウ島。
キクコが遠隔操作する「四天王軍」と呼ばれるポケモンたちをジムのある町へ送り込んで破壊活動を行うが、スオウ島に乗り込んできた図鑑所有者たちとジムリーダーに敗北した。
なお、ゲームにおけるカントー地方のリーグチャンピオンであるグリーンは、ワタル以外の四天王と面識は持っている。
ワタル
自然界を統べる、王者の軍団
第2章における黒幕で、四天王の将。ドラゴンタイプを主流に使う。イエローと同じくトキワの森の出身であり、ポケモンの思いを読み取り、その傷を癒す力を持つ。この能力は10年に1人生まれるとの事から、第2章の時点では21歳だと思われる。フスベシティのジムリーダー・イブキの兄弟子であり、従兄にあたる。
幼少期の頃、人間の産業開発のためにポケモンが苦しむ事に怒り、人間を滅ぼして「ポケモンのための理想郷」を築こうと決心する。四天王を率いルギアを捕獲しようとエネルギー増幅器を起動させるため、各地のジムバッジを入手する。行方をくらませていたサカキを探しクチバシティに現れ、町を"はかいこうせん"で破壊する。その際にイエローと遭遇し、自らの野望を語り圧倒的な力で追い詰めたが、新たに"なみのり"を会得したピカの攻撃を受け撤退する。スオウ島での決戦ではイエロー・カツラと交戦し、ミュウツーと制限時間まで渡り合い、ピカが"なみのり"で作った溶岩の蟻地獄も物ともせず、マグマの中に潜んで攻撃を仕掛ける。更に加勢したロケット団のサカキとも一戦交え、圧倒されたかに見えたが、島の中心部に彼が所持するグリーンバッジを誘導し、増幅器の起動に成功。そして切り札のルギアにエネルギーを吸収させて野望を実現させようとしたが、最後はイエローのポケモンと人との絆を信じる強い心に敗れた。
その後は行方をくらましジョウト地方のうずまき島に潜伏していたが、第3章で再登場。かつての野心は消えており、「仮面の男」と戦うシルバーの欠点を指摘し、配下として様々な指令を与える事で鍛えつつサポートした。シルバーとの関係は当初は利用し利用される間柄であったが、その中で絆が芽生え師匠として尊敬されるようになった。
第9章ではオーキド博士にコンタクトを取り、ロケット団が狙うアルセウスの情報を提供するため図鑑所有者をポケスロンドームまで呼び出すが、途中ラムダに襲われ消息を絶つ。アルフの遺跡でゴールド・ツクシと合流するが、トゲたろう（トゲピー）が懐いていない事からアルセウスに敵わないと忠告、ゴールドの去り際にトゲたろうに「ひかりのいし」を授ける。その後シント遺跡にサカキ・ヤナギと共に現れ、事件収束のために奮戦する。また、ラムダに不覚を取ったのは変装術でイエローの顔を見せられ隙を突かれたためだった。
マントについては拘りを持っているようで、店で同じものを10枚購入するほどである。
なお、第3章と第9章では同じ作画担当者であるが、第9章ではキャラクターデザインが大幅に変わっている。
手持ちポケモン
覚えている"はかいこうせん"の軌道を自在に操ることができる。
ハクリュー♂（白竜）
特性：だっぴ
技："たたきつける"・"なみのり"・"はかいこうせん"・"バブルこうせん"・"りゅうのいかり"・"こうそくいどう"
2匹使用。海と空を駆け、"はかいこうせん"のエネルギー波の軌道を自在に操り、天候を支配し呼び寄せた風と雷雲と一体化して攻撃力を高めることができ、連携も得意。ワタルは、前2者を小回りのきく敵に対して、後2者を力の強い敵に対してと、区別して使っている。
ギャラドス（凶竜）
特性：いかく
技："はかいこうせん"・"バブルこうせん"
2匹のハクリューとギャラドスはそれぞれ赤・緑・青の3色の泡を吐くことができ、それらが太陽光の下で交錯する事により「無色」となり、不可視の攻撃が可能となる。"バブルこうせん"の泡は腕の骨を軽くへし折るほどの威力を持つ。また巨大な泡で身体を覆うことが可能で、溶岩の熱にも耐えられ、攻撃用の泡よりもはるかに堅いが、サカキのスピアーの"ダブルニードル"に割られてしまう。
プテラ（翼竜）
技："はかいこうせん"・"ちょうおんぱ"・"とっしん"
鋭利な刃となった翼を利用した"とっしん"が強力。
カイリュー♂（海竜）
特性：せいしんりょく
技："かいりき"・"そらをとぶ"・"だいもんじ"・"たたきつける"・"はかいこうせん"
回想シーンでワタルが抱きかかえていたミニリュウの最終進化形と見られる。地殻に振動を与えて火山活動を活性化させるほどのパワーがあり、厚く堅い鎧のような皮膚には小手先の攻撃は通用せず、溶岩の中にしばらく待機していても耐えられるほどにタフ。ワタルの指示がなくても、至近距離からの攻撃を"はかいこうせん"で弾き返す瞬発力を持つ。
ポケモンの敵である人間を排除するというワタルの気持ちに心から賛同しており、深刻な疲労を隠してまでワタルのために戦った。
第9章で、ラムダに襲われてワタルからはぐれ傷つきながらポケスロンドームに現れ、我を忘れて暴れまわったが、ゴールドの活躍で鎮められた。その後、旧知の仲であるシバの手でボールに入れられてワタルと出会った時のためにゴールドに託され、アルフの遺跡で無事に合流する。
サナギラス♂→バンギラス♂
特性：だっぴ→すなおこし 性格：きまぐれ
技："すなあらし"
シルバーに貸し与えていたが、シルバーは使いこなせず返した。第9章でも登場、トゲたろうは覚えていたのか、笑顔を見せていた。

キクコ
闇よりせまりくる、姿なき敵
カントー四天王の一人。ゴーストタイプを主流で使う老婆。
若い頃はオーキド博士・ジョウトの育て屋夫婦・ガンテツ・ヤナギとは仲が良い親友だった。オーキド博士とは以前ポケモンの研究方針をめぐって対立し、未だ因縁に持つ。しかし「昔はいい男だった」と発言していることから、少なくとも若い頃のオーキド博士に対して評価はしている模様。第1回ポケモンリーグ決勝ではオーキド博士と8時間以上に及ぶ死闘を繰り広げたが、わずかの差で敗れ準優勝者となった。
若い頃の研究の成果で、バッジのエネルギーを利用して他人のポケモンをある程度操る事ができる。更にはシバも操っていた事から、人も操れるように見える。ただ、自前の霊軍以外の支配は色々と制限があり、操る数が多いか遠隔操作では「単純な命令」しかできず、特に遠隔操作は初期形態しか操れないので親玉に命じて統率させる必要がある。
2年前はゲンガー達を強化する目的で大量の産業廃棄物が放棄された無人発電所に潜伏し、セキエイ高原へ向かう途中で立ち寄ったグリーンと交戦した。そしてシルフカンパニー跡を捜索してエネルギー増幅器を回収、ジムバッジのエネルギー利用の研究など、四天王の内では最も精力的に活躍していた。「サ・ファイ・ザー」の複数タイプの融合攻撃をヒントにカンナ・シバ・キクコの合体攻撃「氷・闘・霊の陣」を使い、レッドの手持ちを一瞬で倒した。そしてカンナが標的に加えたピカを捕らえるため、「りかけいのおとこ」を唆してタマムシシティを襲わせ、彼の敗北後は証拠隠滅のためにゴースを使って回収を試みたが、グリーンの介入により失敗する。スオウ島での戦いでは模様を自在に替える事で能力を変化させるアーボックや相手の影に潜み襲い掛かるゲンガーでグリーン・キョウを苦しめたが、二人の連携に敗れその後行方をくらませる。
カントー四天王で唯一、再登場していない（ただし写真や回想シーンでは登場している）。
手持ちポケモン
ゴース
特性：ふゆう
ゴースト
特性：ふゆう
カントー「正義のジムリーダーズ」への総攻撃で群れを組み、ゲンガーと共にカスミのハナダシティを襲撃する。
ゲンガー♂
特性：ふゆう
技："カウンター"・"さいみんじゅつ"・"したでなめる"・"ナイトヘッド"・"ゆめくい"
無人発電所で初登場。"ゆめくい"を行う際、黒き霧を発生させて棺桶の幻影を作り出し、対象をその中に閉じ込めて動きを封じる。そしてその状態のままじわじわと体力を削っていく恐るべき戦術を使う。
スオウ島の決戦ではキクコの切り札として登場。他者の影に自由に出入りし、不意打ち攻撃することも可能。影に潜んだ相手の生気を少しずつ奪い、影が交差する度に他の敵の影へと移動する。しかし、上空から明かりで照らされて長さを制限された影には入り込めない上、影の中からはターゲットを直接見据えて攻撃することはできず、キクコの指示が無いときは音を頼りに攻撃する。
ゴルバット
特性：せいしんりょく
技："ちょうおんぱ"
キョウのゴルバットの"ちょうおんぱ"を妨害する"ちょうおんぱ"を出すことができる。通常のゴルバットとは顔つきが異なり、白目になっている。
アーボック
技："いわなだれ"・"かみつく"・"どくばり"・"にらみつける"・"のしかかり"・"まきつく"
「死化粧」と呼ばれる、腹の模様を書き換えるキクコの能力で戦闘能力を変えることができ、すばやさなどの能力変化だけでなく"毒を受けつけない"など状況に応じた戦い方をする。コミックス6巻の裏表紙のイラストでは体が白い（普通のアーボックは体が紫。見方を変えれば「色違い」とも取れる）。尾には毒針が付いている。また、"いわなだれ"で鍾乳石を落として迷路を作り出した。

シバ
#シバを参照。

カンナ
魂すら凍てつく、極北の風
カントー四天王の一人。眼鏡をかけた女性で、こおりタイプを主流に使う。冷静沈着で細かなミスも許さない完璧主義な性格。幼少期、自分のパウワウが産業廃棄物の毒に侵されていたところをキクコに救われ、四天王に加わる。クールで理知的なイメージだが、自室はぬいぐるみだらけという意外な趣味がある。
レッド・シバとの戦いから唯一逃げ出したピカを追い、トキワの森で彼を保護したイエローを襲撃するも、イエローの機転とブルーの加勢で取り逃がし、イエローを警戒対象に加えた。スオウ島ではブルー・ナツメのペアと戦い氷人形を駆使して動きを封じ、息の合わない二人を圧倒。何度も自分達の邪魔をしたブルーを先に狙って昏倒させ、続いてナツメも失神させたが目を覚ましたブルーの作戦によって奇襲され敗れる。
第2章以降行方を眩ましていたが、第5章で再登場。故郷がナナシマの4の島である事が明かされ、自らの故郷を守るためにかつて敵対関係だったレッド・グリーン・ブルー達と共にロケット団と戦う事になる。ブルーが昏睡状態になってしまったため、代わりに三獣士のサキと7の島で戦うが敗北。しかしサキにルージュラの冷気を纏わせることには成功した。
なお、登場初期とはゲーム同様キャラクターデザインが大幅に変わっており、真斗が担当の頃は一度も目が透き通らない眼鏡のデザインだったが、山本サトシが担当になった際は眼鏡に目が透き通るデザインとなった。
手持ちポケモン
パウワウ♀→ジュゴン♀
技："オーロラビーム"・"ふぶき"・"れいとうビーム"
カンナの主力。凍らせた地面を滑走することで、水中並みの速度で移動する。
パルシェン♂
技："オーロラビーム"・"からにこもる"・"ちょうおんぱ"・"とげキャノン"・"ふぶき"・"れいとうビーム"
ジュゴンの"れいとうビーム"に"とげキャノン"を乗せて強力な氷のミサイルを撃ち出す。また、"オーロラビーム"は波をそのままの形で凍り付かせるほどの出力を誇る。
カントー「正義のジムリーダーズ」への総攻撃でシェルダーと群れを組みエリカのタマムシシティを襲撃する。
ヤドラン
技："ドわすれ"
"ドわすれ"によるダメージ無効の能力を持ち、それでいて鈍いのはダメージに関してだけであり頭脳は非常に高い。尾のシェルダーも意思を持っていて後方を監視しているため、尾行にも気付ける。
ルージュラ♀
技："あくまのキッス"・"あばれる"・"はたく"・"ふぶき"・"れいとうビーム"
"れいとうビーム"でポケモンや人間を模った氷人形を作り、カンナがその人形の身体の部位に口紅で印をすると、モデルの同じ部分に氷の枷をつけることができる。この氷の枷は動きを制限し、最後には全身を凍りつかせる。また氷人形が壊れると、モデルの身体も同じように破壊される。本来はポケモンが受ける技なので、人間がこの技を受けると後遺症でその部分に痺れを感じるようになる。また発する冷気には、発信機のように纏わせた人物の存在をコンパクトの鏡に映し出す力もある。
上記の技は作中でレッド・ナツメ・サキが影響を受けている（レッドとナツメは後に完治している）。
ラプラス
人物紹介や4巻表紙裏などに描かれているが、作中では第5章に1シーンだけ登場している。
ヤドキング
技："あなをほる"
いてだきの洞窟からカンナの家までレッド達を救出した。
シェルダー♀
特性：シェルアーマー
技："つららばり"

## ジョウトリーグ四天王
主に第3章・第9章に登場。正式な四天王となったのは第9章であり、第3章では「四天王」という呼称は登場しておらず、第3章エピローグにて、かつてそれぞれ悪の組織に属していた「はぐれ者」同士ということでイツキ・キョウ・シバ・カリンの4人が集まっている。
第9章ではその後ポケモン協会に声をかけられ、協会公認の正統な「四天王」となった。ポケモンリーグの宣伝をする役目もあり、ポケスロンの手伝いもしており、ゴールドの対戦相手にもなった。
なお、ゲームにおけるジョウト地方のリーグチャンピオンであるワタルは、第9章で上記の件で彼ら全員に存在を認知されている。
キョウ
ジョウト四天王の一人。元セキチクシティのジムリーダーで、ロケット団三幹部の1人でもあった。エキスパートタイプはどく。
現セキチクジムリーダー・アンズの父親でもある。アンズにはいつか主君（サカキ）に仕える様に言っており、マチス達もアンズの事を知っていた。「どく」や「まひ」など状態異常に関するスペシャリスト。伊賀忍者の末裔であるため、戦闘ではポケモンの能力を活かした「忍術」をよく使う。
第1章ではロケット団の幹部として暗躍しており、オツキミ山でつきのいしを探していた際、カスミと共にいたレッドと出会い圧倒したが、ピカチュウが洞窟を崩落させたことで取り逃がしてしまう。その後ポケモンタワーを基地として利用する計画のために動き、人を排除するためゴースに死体を操らせて幽霊騒動を起こす。タワーにやって来たグリーンを倒すとそのまま操って侵入者を排除していたが、後に駆けつけて来たレッドと正気に戻ったグリーンに反抗され、遠隔地から指示を出していたことによる粗を突かれて敗れる。シルフカンパニーでの決戦ではグリーンとレッドを分断し、グリーンに攻撃を浴びせ気絶させ拘束する。しかし実はペンダントで攻撃を防がれており、駆けつけたレッドに気を取られた隙にグリーンが復活、反撃を受ける。切り札のフリーザーを使い、二人を戦いの場の部屋ごと一時は凍らせるも、リザードンの炎でカンパニー全体を焼かれて氷が溶け、不意打ちを喰らい敗れた。
第1章後消息を絶っていたが、第2章で再登場し、スオウ島ではかつて敵対関係であったグリーンと共闘することになる。グリーンのことは「目つきの悪い生意気なガキ」と称しているが、自分を何度も打ち破った彼のことを入れ込んでいる。彼と共にキクコと交戦し、自らの血液を使ってアーボックの死化粧を封じるなどの身を削った作戦でグリーンを助け、激闘の末に勝利するも地震に巻き込まれ、「ベトベとんの術」を用いて再び姿をくらます。
第3章終盤で再び登場し、地震の被害に遭い、動けなくなったところをシバに救出されてから「己のために己の戦いを突き詰めてみたい」と考えるようになり、娘のアンズにも何も告げずに行方を晦まし、ロケット団を正式に抜けたことが判明。アンズの対抗戦を見ていたが、彼女がそれに気づいたために姿を消す。その後、シバと共にレッドとグリーンに協力すると再び姿を消した。終盤、戦友となったシバと共に、「仮面の男」と別れたイツキとカリンを、「はぐれ者同士」一気統合して旅に出る。
その後暫く登場していなかったが、第9章にて再登場し、正式的にジョウト四天王に就任している。ポケスロンにてゴールドの対戦相手になった。ゴールドからは「忍者おじさん」と呼ばれていた。
手持ちポケモン
サイホーン→サイドン
技："つのドリル"・"ふみつけ"
オツキミ山でレッドとの対決に使用。薬の投与によって進化しピカを圧倒するが、ピカが電撃で切り取った岩壁に押し潰されてしまう。
ゴース
技："サイコキネシス"
シオンタウンのポケモンタワーでのみ登場。ガスで気絶した者や死体を操る能力を持つ。グリーンを操りレッドを襲うが、フッシー（フシギダネ）の背中の種に吸い込まれ、口から吐き出されて消滅した。
アーボ
シルフカンパニーではキョウの左腕に巻き付き、奇襲をかけてきたグリーンのストライクを撃退した。四天王戦では手裏剣に仕込んだ「スーパーボール」の中に「まひなおし」を持たせて、キクコのゲンガーの"したでなめる"で視力を奪われたグリーンを救った。
アーボック
技："へびにらみ"・"まきつく"・"ようかいえき"
シオンタウンのポケモンタワーで初登場。極めて生命力が高く、頭さえ残っていれば体のどこを切断されても再生できる能力を持ち、本体から切り離された尾もしばらくは自分の意思で動かすことが可能。ゾンビ軍団と共に"ようかいえき"でレッド・グリーンを追い詰めるが、リザードに腹の半ばから真っ二つに切り裂かれた。この時死亡したかに思われたが、持ち前の生命力で四天王戦では復活してキクコと対決。アーボック同士の対決で初めは押されがちだったが、徐々に戦局を盛り返す。また、キクコのアーボックにかみ切られた尻尾がゲンガーを破る一手となる。
ゴルバット♂
特性：せいしんりょく
技："あやしいひかり"・"かまいたち"・"きゅうけつ"・"くろいきり"・"ちょうおんぱ"
シルフカンパニー戦で初登場。キョウの腕に装備され、"かまいたち"でグリーンを直接攻撃した。口に"ちょうおんぱ"の膜を張る事で、違う場所の様子を映し出す。キョウ敗北後は能力でグリーンがオーキドを探し出した。
キョウが行方不明になった事で2年程グリーンの手持ちとなるが、四天王戦でキョウと再会して返還される。キクコのゴルバット戦では、目の見えないグリーンと共に戦う。その後、キクコのアーボックの「死化粧」作戦を"きゅうけつ"で得たキョウの血液で封じ込め、ゲンガーが二度と影に入れないよう"あやしいひかり"で鍾乳洞を照らして影の長さを制限した。
ドガース♂
特性：ふゆう
技："どくガス"
四天王戦で初登場。キクコのゲンガー戦で、「尾を囮にする」という作戦を、"どくガス"によって伝えた。
マタドガス
特性：ふゆう
技："スモッグ"
四天王戦で初登場。アーボックの戦況が悪いと判断したキョウが繰り出したが、一瞬でキクコのアーボックに倒された。
ベトベター♂
シルフカンパニー戦で登場。キョウの肩を守る鎧となっていた。
ベトベトン♂
技："どくガス"・"ヘドロこうげき"
マタドガスと共にキクコのアーボックに対して繰り出されるが、一瞬で倒される。その後鍾乳洞の地盤の崩壊に際し、地盤に呑まれそうになるキョウを「ベトベとんの術」で救った。
ドククラゲ

一時手持ち
フリーザー

シバ（志覇）
求めるものは強き敵、熱き戦い
ジョウト四天王の一人。細目で上半身裸の筋肉質な体型の男。かくとうタイプを主流として使うが、普段から自らも鍛えていて力で相手をねじ伏せる「剛の奥義」を会得している。その結果、出現するポケモンの素早さを上昇させる道具「ボールヌンチャク」を自在に扱う事ができる。
第2章ではカントー四天王の一人だが、四天王の目的には関心がなく、キクコによって対戦を中断されてしまったレッドとの決着を求め続けており、キクコに操られる事が度々あった。ポケモン思いな所もあり、バトル中に野生のポケモンが横断している時は一時休戦を持ちかけている。ムロタウンのジムリーダー・トウキとは、修行時代に出会った親友の仲。
第2章ではワタル達の指示でレッドをオツキミ山へ誘き寄せ、その実力を知るために戦いを繰り広げた。自身の求めた強者との戦いをお互いに楽しんでいたが、キクコによって操られ、3対1の不本意な形でレッドを倒した。更にキクコに再び操られマサキとブルーと交戦するも敗れる。その後はしっかりとした決着を望みレッドの事を探していたが、ワタルに呼び戻される。スオウ島での決戦では当初マチスとマサキと戦い二人の連携に追い詰められるも、またキクコに操られる。その直後に駆けつけたレッドと念願の真剣勝負の続きを繰り広げ、彼とイーブイが得た新たな力に敗北、満足いく戦いができたと礼を言ってその場を去った。その後、地下深くで身動きが取れなくなっていたキョウを救出して親友になった。
第3章ではレッド・グリーンに協力しながらセレビィの存在を知らせる。
第9章で、ポケモン協会から正式にジョウト四天王に任命された。ポケスロンドームでは、イツキ・キョウと組んでゴールドと対戦する。この時ゴールドから貰った「いかりまんじゅう」のとりこになり、それ以来ファン（アカネ等）から送られてくるようにもなったが、カリンからは「太ってきた」と言われるようになった。また、何かと軽視されがちなゴールドの真の実力を知る人物の1人である。ゴールドからつけられたあだ名は「筋肉大将」。
なお、ビジュアルは『赤・緑』でのゲームのグラフィックを元にデザインされたため、第3章までは細目のキャラデザインだったが、第9章では時折目を開く演出が描写されている。
手持ちポケモン
イワーク
技："あなをほる"・"しめつける"
2匹使用。レッドとの初戦でフッシー・ギャラと対決した。
サワムラー♂
技："とびひざげり"・"まわしげり"・"メガトンキック"
足だけでなく腕も自在に伸縮させる。レッドとの初戦では洗脳されたシバの命令で氷漬けにされたレッドの腹に蹴りを入れ崖に落とし、逃走するピカを執拗に追跡した。更にハナダの岬に送り込まれてマサキの家を破壊したが、ブルーのカメちゃんの砲台で頭を強打されて敗北する。スオウ島での戦いではフッシーの"あまいかおり"でふらつき"つるのムチ"で倒された。
エビワラー♂
特性：てつのこぶし
技："かみなりパンチ"・"ほのおのパンチ"・"メガトンパンチ"・"れいとうパンチ"・"れんぞくパンチ"
3タイプのパンチを使いこなし、さらに効果が抜群である技といまひとつな技を交互に繰り出し、相手が気がつかないうちにダメージを蓄積させるテクニックを持つ。オツキミ山の決闘では、ニョロの"おうふくビンタ"でダメージを受けながらも"かみなりパンチ"で倒した。スオウ島では類似の能力を持つブイと戦う。
カイリキー♂
普段はパワーセーブベルトを付けて力を抑えている（ゲーム中にて赤緑時代では、カイリキーは進化してパワーセーブベルトが外れ落ちるという設定だった）。力を完全解放した状態ではレッドのニョロを容易く取り押さえる怪力を発揮する。
ポケスロンのブレイクブロックではチョップ一発で一気にブロック10枚を割り、スタミナ切れを起こさない程の実力を見せた。
ワンリキー
ジョウト「正義のジムリーダーズ」への総攻撃で群れを組み、タケシのニビシティを襲撃する。
バルキー♂
技："かげぶんしん"

イツキ
ジョウト四天王の一人。ピエロのような格好が特徴の青年。エスパータイプの使い手。元は「マスクド・チルドレン」の一員で、自らの能力を発揮するために「仮面の男」配下に志願した。シルバーの事は「シルバー坊や」と呼んでいる。
カリンと共に同じ元マスクド・チルドレンのブルーにトラウマを思い出させるために幻覚攻撃を仕掛けたり、シルバーを人質に取るなど、軽い口調ながらに残虐な行動を取る性格。しかしそれらの行動は単なる暇つぶしにしか過ぎず、仮面の男への忠誠心も程遠い。
第3章での年齢は17歳。仮面の男の命令で、カリンとウバメの祠に近付く侵入者を妨害する役割を与えられていた。一足先にやってきたシルバーを捕え、ブルーに誘拐時のトラウマを思い出させるも、それを克服した二人と戦闘になる。仮面の男から借りたルギアでレッド・グリーン・ブルーと空中戦を繰り広げるも、容赦を捨てたシルバーの執念でニューラの"ふくろだたき"にあってルギアの背から転落、更にオーダイルの"おんがえし"でネイティオが倒され怖じ気づいて仮面の男を裏切り逃走しようとしたが、正体を明かしたヤナギに気絶させられる。その後倒れていたところをカリンに助けられ、キョウ・シバと手を組み旅に出る。
第9章で正式な四天王となり、キョウ・シバと共にポケスロンでゴールドと対戦する。お調子者の性格は相変わらずだが、精神的に成長した様子。
手持ちポケモン
ネイティ→ネイティオ
技："サイコキネシス"
マスクド・チルドレンの時から連れていて、飛行要員でもある。ブルーにトラウマを見せるために幻覚攻撃を行った。
ナッシー♂
ポケスロンで初登場。

カリン
ジョウト四天王の一人で紅一点。元は「マスクド・チルドレン」の一員で、イツキと同じく自らの能力を発揮するために「仮面の男」配下に志願した。あくタイプの使い手。
一人称は「アタイ」で、やや荒い性格・口調の持ち主。野性の感覚を備えているらしく、同じマスクド・チルドレンの匂いを嗅ぎ分ける事ができる。イツキ同様、単なる暇つぶしで行動しており仮面の男への忠誠心は薄い。
第3章での年齢は20歳。仮面の男からホウオウを借りてレッド・グリーン・ブルーと空中戦を繰り広げ、ファイヤーに乗り移ってブルーを転落させるも、ジョウト各地のトレーナーから転送されて来たポケモンの数の多さに圧倒され、倒れたイツキを助けて逃走。その先でシバ・キョウと出会い、共に行動する。
第9章で正式に四天王に就任。落ち着いた性格になり、精神的に成長した様子。
手持ちポケモン
イーブイ♂→ブラッキー♂
特性：?→シンクロ
技："かみつく"・"だましうち"・"つきのひかり"
マスクド・チルドレンの時から連れていた。
ヤミカラス
複数使用し飛行要員になる。
ヘルガー
第9章で初登場。

## ホウエンリーグ四天王・チャンピオン
主に第4章・第13章に登場。普段はどこに行っていても自由という奔放な集団で、メンバーは様々な地方に散り散りになっている。
第4章後半ではホウエン地方の危機を救うため、ダイゴがチャンピオンの座をミクリに譲り、四天王達はダイゴに呼ばれてレジロック・レジアイス・レジスチルを率いてカイオーガ・グラードンのエネルギーを抑え込む。
第13章では終盤、隕石・グランメテオΔ破壊のために再招集され、迎撃チームとして活躍する。
ダイゴ（ツワブキ ダイゴ）
第4章初期でのホウエン地方のポケモンリーグチャンピオンを務めていた青年。はがねタイプを主力に使う。目にハイライトが入っていない。
デボン・コーポレーションの社長「ツワブキ・ムクゲ」の御曹司で、珍しい石を採掘する「石の収集人（ストーンゲッター）」としても活動している。バトルに関する観察眼は相当のもので、石の洞窟にてバトルセンスをひた隠しにしていたルビーの実力を出会って間もなく見抜いた。
本来は四天王として君臨する筈だったが、ルネシティのジムリーダーに就任するためにミクリがチャンピオンの座を辞退したため、繰り上がりという形でホウエンリーグチャンピオンに就任した。盲目の少年に点字の解読を頼んでレジロック・レジアイス・レジスチルを目覚めさせ、その時自分が命を落とす事を考えて、親友のミクリにチャンピオンの座とチャンピオンマントを譲り渡した。第4章の最終決戦のグラードン・カイオーガとの戦いで力を使い果たして死亡したが、ルビーが持っていたセレビィの力で時間を元に戻され、生き返る。
第8章では冒頭にシルエットのみ登場し、シンオウ地方の珍しい石を集める拠点にしていたが、後にプラチナが購入する別荘の売却を行っていた。
第13章では時期は不明だが（少なくともグリーンやカルネよりは前）、以前カロス地方を訪れてコンコンブルに弟子入りしてメガシンカを継承、更にメガシンカの技術的伝承だけを行う権限も獲得していた。巨大隕石が近づいている事とデボンコーポレーションを脅迫する者がいる事をルビー・エメラルドに説明して彼らに協力を打診し、メガシンカの修行をキワメに依頼する。
公式サイトで行われた第1回キャラ人気投票では全体で10位、各章の主人公を除くと1位である。
手持ちポケモン
こうてつ（ダンバル） Lv.31
特性：クリアボディ 性格：ゆうかん
技："とっしん"
他に3匹のダンバルがおり、レジロック・レジアイス・レジスチルを復活させる隊列を作る。ニックネームが判明したのは第13章。
メタング
特性：クリアボディ
全5匹使用。ダイゴ自身の他、ホウエン四天王達の移動要員に託している。
メタグロス←→メガメタグロス Lv.75
特性：クリアボディ←→かたいツメ 性格：しんちょう 個性：からだがじょうぶ
技："コメットパンチ"・"メタルクロー"・"リフレクター"
ダイゴの主力。第13章ではメガシンカを成し遂げられるようになっていたが、本編から数か月前に生体エネルギーを提供した影響で消耗しており、章の開始時点でようやく再びメガシンカできるまで回復したばかりだった。

ミクリ
みずタイプのエキスパートの男性で、別名：『水を愛するアーティスト』。人からは『水のアーティスト』と呼ばれる。
元ホウエンポケモンリーグ優勝者で、本来であればチャンピオンの座に就任するべき立場だったが、その当時ヒワマキシティのジムリーダーに就任した元恋人のナギを側で見守りたい思いから、自身の師匠であるアダンの後を継いでルネシティのジムリーダーとなった。
一見キザったらしいナルシスト（二人称は「You」）だが、根の性格は真面目で厳格である。バトルだけでなくポケモンコンテストでも相当の技量の持ち主であり（特にポケモンの美しさにはこだわりを持っている）、彼の親衛隊（ミクリと同じコスチュームをしている）がいるほど。移動する時はエアカー（VTOL機に近い）を使用している。
ルビーからは出会った当初は対抗意識を燃やされていたが、コンテスト勝負で彼に完勝してからはルビーに弟子入りを志願され「師匠」と呼ばれている。ミナモシティのコンテストでルビーがMIMI（ヒンバス）に八つ当たりしている姿を叱りつけ、後の彼に影響を与えた。現在のチャンピオンであるダイゴとは親友で、共にレジスチルでグラードン・カイオーガを食い止め、マグマ団・アクア団との戦いで彼から本来就く筈であったリーグチャンピオンの座とチャンピオンマントを受け継ぐ。アダンにルビー・サファイアのマボロシ島での特訓を頼んだり、マグマ団のマツブサ・ホムラ、アクア団のアオギリと戦うなど政略的に活動していたが、珠に取り込まれたマツブサ・アオギリにナギを人質に取られ手が出せなくなり敗北した。グラードン・カイオーガとの戦いの後はナギと寄りを戻した様子。
第13章では隕石破壊のために宇宙に行く準備中、喧嘩しているルビー・サファイアをナギと共に仲を取り持っていた。
手持ちポケモン
エリザベス（ラブカス♀）
特性：すいすい
技："あまごい"・"てんしのキッス"・"なみのり"・"みずあそび"
"てんしのキッス"らしき技で人の心を和ませることができる。
チャールズ（アズマオウ♂）
特性：みずのベール
技："みずのはどう"
フィリップ（ナマズン♂）
技："くすぐる"
リチャード（トドグラー♂）
技："アイスボール"
パールル
リーグ優勝当時に使用。

ゲンジ
ホウエン四天王の一人。海賊の船長のような身形に、パイプを咥えている老人。ドラゴンタイプのエキスパート。
ダイゴのことを君付けで呼ぶ。かつてはハギやムクゲと共に「海の悪童3人組」と呼ばれていたようで、若い頃はよく流星の滝を訪れて修行していたらしい。
古代塚でレジスチルを復活させ、後にレジロックでカゲツと共に暴走するグラードン・カイオーガの破壊活動を食い止めた。
第13章で再登場。星の危機を伝えられ、ハギと共にデボンコーポレーションの計画に協力する。
手持ちポケモン
タツベイ♂→コモルー♂
特性：いしあたま
技："ドラゴンクロー"

プリム
ホウエン四天王の一人。こおりタイプ使いの女性。ですます調の上品なしゃべり方と、優雅な身のこなしが特徴。
小島の横穴でレジアイスを復活させ、後にフヨウと共に暴走するグラードン・カイオーガの破壊活動を食い止めた。
手持ちポケモン
オニゴーリ♀
頭の角の間に氷の傘を作る。
ユキワラシ

タマザラシ

フヨウ
ホウエン四天王の一人。花の髪飾りに褐色肌、パレオ衣装が特徴の女性。ゴーストタイプの使い手。一人称は「あちし」。陽気な性格で、「〜だかんね」というしゃべり方をする。
ミクリの指示で、点字を読める盲目の少年の保護と石版の意味を聞きに向かった。
手持ちポケモン
サマヨール♀
特性：プレッシャー
技："シャドーパンチ"

カゲツ
ホウエン四天王の一人。赤髪のモヒカンヘアが特徴的な男性。常に携帯しているギターを弾きながらバトルを行う。
砂漠遺跡でレジロックを復活させた。
手持ちポケモン
ザングース♂
特性：めんえき
技："ブレイククロー"

## シンオウリーグ四天王・チャンピオン
主に第7章・第8章に登場。
シロナ
シンオウ地方におけるポケモンリーグのチャンピオンである女性。カンナギタウン出身。ハクタイシティでダイヤ・パール・プラチナと出会い、るーがハヤシガメ、サルヒコがモウカザル、ポッチャマがポッタイシへ同時進化するのを予測し、それを見届けた。
ミステリアスな印象を与えるが、やや子供っぽい面もあり、ダイヤ・パールの漫才を見てお腹を抱えて大ウケしたり、幼い頃自転車の早漕ぎに熱中していたため、今ではガブリアスにも引けを取らないスピードで運転でき競争を試みる事もある。普段は普通の口調だが、時折中性的な口調になる事もある。祖母との会話は互いに訛り全開で話す。祖母によれば、カンナギタウンの遺跡の警護を行う「カンナギ自衛団」なるチームの指揮も執っているとの事。
最初にハクタイシティを訪れていたのは、行方不明となっていたじんりきの捜索および救出のためだった。ギンガハクタイビルに捕らえられている事をつきとめ、SHITAPPA達を撃退、じんりきの救出に成功した。
その後、ウラヤマの邸宅に行方不明のコダックの捜索依頼を受けて訪問していた所をダイヤ達と再会し、コダックの保護を兼ねて三人を210番道路までガブリアスに乗せて行き、行く手をふさいでいた頭痛に悩むコダック達を薬で処方して道を開く。そこで祖母であるカンナギタウンの長老と出会い、ガブリアスをダイヤ達の護衛に残してコダックを持ち主に届けるために去って行った。ギンガトバリビルでアカギと死闘を繰り広げた後、ダイヤ達と共にやりの柱での決戦に挑む。
第8章では、ハクタイシティでの祖母との特訓の後、ナギサシティでやぶれた世界から現れたギラティナを迎え撃った。
第9章でも登場。この時点では神話の研究のため、ジョウト地方を訪れており、その時にディアルガ・パルキアの姿を見かけている。また偶然クロツグとも出会っており、同じシンオウ出身ということで意気投合していた。
手持ちポケモン
ミカルゲ♀ Lv.74
特性：プレッシャー 性格：ずぶとい 個性：ちょっぴりごうじょう
技："サイコキネシス"・"でんげきは"
相手の放った技を威力やスピードを保ったまま、念のボールに包んで空中に留める事ができ、それを破ると留めていた技が繰り出される。
アカギ戦でドンカラスを倒すが、マニューラと特性「プレッシャー」を掛け合う接戦の末「こおり」状態にされ、回復用の「ナナシのみ」を"さしおさえ"により無効化された。
ガバイト♀→ガブリアス♀ Lv.78
特性：すながくれ 性格：ずぶとい 個性：きがつよい
技："ドラゴンダイブ"・"はかいこうせん"・"りゅうせいぐん"
カンナギタウンで壁画の謎を解こうとしていたアカギを退けるため、シロナの祖母の指示を受けて戦うもあしらわれ、2度目のアカギとの戦闘でギャラドスを追い詰めるが、故郷を荒らされた怒りに任せ未完成の"りゅうせいぐん"を放った反動で自分の方が凄まじい疲労感に襲われ、ひんしに追い込めなかった。その後、シロナの祖母の特訓を経て"りゅうせいぐん"を完成させ、ギラティナを迎え撃つことに成功する。
第9章の回想では進化前だった。
ミロカロス♀
技："アイアンテール"・"しおみず"
アカギ戦で初登場。ミカルゲと交代してマニューラを倒すが、ギャラドスのすばやさに追いつけず敗れる。

オーバ
シンオウ四天王の一人で、バクの兄。ほのおタイプの使い手。赤髪のアフロヘアが特徴的で、「焼き払うぞ」が口癖。デンジとは親友同士で漫才のような掛け合いが特徴的で、共にバトルでコンビを組む事もある。
デンジと同じく四天王の集まりには非協力的で、やぶれた世界へ向かったのも純粋に強者との戦いに来たという理由。クロツグからは「自分たちと共闘することは100%あり得ない」と言われていた。
デンジが気づいた異変を調査するために、バトルゾーンにデンジを呼び込みバクに調査をさせる。その後、デンジと共にもどりの洞窟からやぶれた世界へ向かい、ギラティナと交戦する。
手持ちポケモン
ブーバーン♂
特性：ほのおのからだ
技："ふんえん"

ゴヨウ
シンオウ四天王の一人。眼鏡をかけた男性で、エスパータイプの使い手。冷静な性格で、ダイヤの的外れな質問にも動じない。文献を超高速で読破・記憶できる。
プルートのメモに書かれていた暗号・古代文字の大半を解読し、シンオウの伝説・幻のポケモンに関する情報をダイヤ・パールに伝えた。
手持ちポケモン
キリンリキ♀
プルートのメモから検証した書物を探し出した。

リョウ
シンオウ四天王の一人。タンクトップを着た明るい性格の若者。ノートパソコンを所有している。
手持ちポケモン
ドラピオン♂

キクノ
シンオウ四天王の一人。マフラーを巻いた老婆で、じめんタイプの使い手。シンオウだけでなく、自身を含めたシンオウの全ての者の存命を危険に晒してまで、伝説のポケモンを手にしようと目論むプルートの心境を憂いていた。
手持ちポケモン
カバルドン♀
プルートのメモから検証した書物を、ポケモン協会総合庁舎の資料棟から理事へ口の中に入れて運んだ。

## イッシュリーグ四天王・チャンピオン
主に第10章・第11章に登場。
アデク
イッシュ地方におけるポケモンリーグのチャンピオンである初老の男性。紅葉のような特徴的な髪型をしており、首飾りのようにモンスターボールをぶら下げている。少々不真面目で抜けている所もあるが、豪快かつ優しい性格で、初見の野生ポケモンからも慕われている。
バトルサブウェイについてコメントするためにライモンシティを訪れたが、仕事内容を分かっていなかった事や市長が遅刻した事もあって行き違いになり、ポケモン達と一昼夜相撲を取っていた。この光景を見たホワイトはサブウェイの試験運転に挑む決意をする事となる。
レンブに自身の引退についての話を持ちかけている時、6番道路で待ち受けていたNに勝負を挑まれ、4匹使用のダブルバトルを繰り広げるが敗北。その後はポケモンリーグの事を四天王に任せ、何処かへ行方をくらます。
第11章にてチャンピオンとなったアイリス・七賢人のアスラと共に、修行していたホワイトフォレスト・しろのじゅどうから再登場。ジャイアントホールに向かい、ゲーチスの手持ちを倒す。また2年の間Nとも修行しており、かつて戦った時にポケモンに指示をせず勝とうとしていなかった事を疑問としてぶつけられた際は、自分が勝つのがポケモンにとっていいことなのか分からなくなり「プラズマ団のポケモン解放を正しいと思う所があった」と答える。ポケモンの「声」を正確に読み取り、適切に采配する人間だったが、不可避の病でポケモンを亡くした事をプラズマ団にあおられた世論に責められた過去があり、ポケモンの事を何も分かっていなかったのではないかと真に受け、非がないと証明されても拭えない疑念から不安が募りチャンピオンの職責に堪えられなくなっていたという。
手持ちポケモン
アギルダー♂ Lv.75
特性：ねんちゃく 性格：せっかち 個性：かけっこがすき
技："アシッドボム"・"かげぶんしん"
ライモンシティのバトルサブウェイにて、レンブのコジョンドと戦った。
バッフロン♂ Lv.75
特性：すてみ 性格：やんちゃ 個性：ちからがじまん
技："アフロブレイク"・"なみのり"・"メガホーン"
シュバルゴ
特性：むしのしらせ
技："ダブルニードル"
バイバニラ♂ Lv.75
特性：アイスボディ 性格：むじゃき 個性：すこしおちょうしもの

アイリス
褐色肌が特徴の少女。通称：『竜の心を知る娘』。ソウリュウシティジムリーダーのシャガの弟子で、ドラゴンタイプを極める目的で1年以上も修行をしている。
思った事をハッキリ口にする性格で、ブラックとホワイトの仲を茶化したりと少々生意気でおませな面もあるが、野性的な感覚を持ち合わせていたりと、感が鋭い。また、ジムリーダーのアーティとも知り合いで、ジムリーダー達の中間管理職的な行動に出る事もある。
ジョウト地方のフスベシティ出身で、シャガへの弟子入りを「りゅうのほこら」の長老のはからいで勧められた過去があり、イッシュ地方に渡ってアデクと出逢う。ドラゴン使いとしての才能を見出してくれたシャガと、自分に「心」を教えてくれたアデクの二人を「おじいちゃん」と呼んで慕っている。
ドラゴン伝説の調査の手伝いとしてシャガに頼まれヒウンシティに来ていた所、ベルのポケモンがプラズマ団に誘拐されたことに気づき、ブラックらと共にベルや他の失踪していたポケモンを救出する。ブラックの修行の際には彼と実力が釣り合うという事でシャガに呼び出されてシリンダーブリッジで再会し、セッカシティでのジム戦を見届けてからも、ポケモンリーグの参加資格を失いやや自暴自棄となった彼を心配して旅に同行する。
実はシリンダーブリッジに現れた時点でバッジを8個集めており、イッシュリーグではベスト4まで勝ち進む。アデクを倒し愚弄したNを許せず、「リーグに優勝してチャンピオンになった上でNを倒す」という野望をブラックに打ち明け、接戦の末に敗れたがその思いはブラックに受け継がれた。
第11章ではイッシュ伝説の調査を乗り出したシャガに代わって、一時ソウリュウシティのジムリーダーに就いていた模様。ブラックがいない間に、イッシュ伝説のドラゴンの情報収集が役目だった七賢人のアスラがゲーチスに対策するためシャガに情報を提供し、アデクやアスラ、バンジロウ・Nとホワイトフォレストの「しろのじゅどう」で暮らしながら修業し、チャンピオンのアデク、チャンピオンを倒したNに挑戦しようと、2年かけてバッジを一から集め直し四天王とも戦った後、二人に挑戦して勝利しイッシュリーグ・チャンピオンになった。キュレムに凍らされていた入り口を破って脱出すると、ジャイアントホールで2年ぶりにブラックと再会を果たし、ファイツがNを救出するまでの間、ブラック・ホワイトと共にプラズマフリゲートを破壊しようとするホワイトキュレムを足止めした。
手持ちポケモン
オノンド♀→オノノクス♀
特性：かたやぶり
技："アイアンテール"・"いわくだき"・"がんせきふうじ"
リーグのブラック戦で進化する。
クリムガン
技："じならし"
ラプラス
回想シーンでシャガのクリムガンと戦っていた。

レンブ
イッシュ四天王の一人。かくとうタイプのエキスパートで自身も格闘家。アデクとは師弟関係であり、彼のことを「師」と呼ぶ。
礼儀を重んじる厳格な性格。アデクとの戦績は2勝1076敗で、結果を上着の内側に記録する律儀な一面を持つ。また、イッシュ四天王のまとめ役的存在で、アデクの気楽な言動に手を焼いている一方、我が強い四天王の扱いにも苦労している。
ライモンシティにて気絶していたホワイトを救出し、彼女やブラックにバトルサブウェイの挑戦に誘った。その後、6番道路で行われたNとアデクのバトルでは審判を務めた。アデクがNに敗北した後はプラズマ団に対して敵対意識を抱き、野望を食い止めると決意。アデクから今回のポケモンリーグを託され、四天王の中心となって行動する。他の四天王と共にフードマン（アクロマ）を追ってトルネロス・ボルトロス・ランドロスと交戦するが、逃げられる。
手持ちポケモン
ダゲキ♂
特性：がんじょう
技："かたきうち"・"からてチョップ"
ナゲキ♂
特性：こんじょう
技："やまあらし"
コジョンド
特性：せいしんりょく
技："はたく"
ライモンシティのバトルサブウェイでアデクのアギルダーと戦った。
ローブシン

ギーマ
イッシュ四天王の一人。あくタイプの使い手。10年以上カジノディーラーを務め、自身もギャンブラーとしての気質を持ち合わせている。普段はリゾートデザートで正体を隠し、作業員の暇潰しのカードめくりを提供している。
リゾートデザートでブラック・ホワイトと出会い、ブラックとゲームをしている中、作業員に変装していたプラズマ団の下っぱと戦った。その後、団員から「古代の城」の手がかりを入手する。
プラズマ団の事は被害を受けている訳ではないとの事から、あくまで正当防衛の護衛をするつもりでいたが、ジムリーダー達を人質に取り、ポケモンリーグを襲撃した事は行き過ぎた行為として反撃に出る。その後はポケモンリーグでブラック達の試合を観戦し、フードマン（アクロマ）を追ってトルネロス・ボルトロス・ランドロスと交戦するが、逃げられる。
手持ちポケモン
キリキザン♀
特性：まけんき
技："れんぞくぎり"
砂漠の砂を跳ね除けるほどの切り込みスピードを持つ。

シキミ
イッシュ四天王の一人。ゴーストタイプエキスパートの眼鏡を掛けた女性。小説家でもあり、遠い地方へ取材に赴く事もある。少々仕草が幼く天真爛漫な性格で、照れ屋な一面も持つ。
トルネロス・ボルトロス・ランドロスの3匹がそろう瞬間を見るため、電光掲示板の大雨情報を頼りにカナワタウン行きの電車にこっそり乗り込み、ホワイトと知り合う。プラズマ団との戦いは小説の題材になりそうとかなり乗り気である。
手持ちポケモン
ブルンゲル♀
技："エナジーボール"・"シャドーボール"
シキミを頭に乗せて飛ぶこともできる。
ゴルーグ
特性：てつのこぶし
技："ヘビーボンバー"
シキミ・ギーマを抱えてリーグ会場まで飛んで来た。その後出現した、プラズマ団の本拠地「Nの城」にもカトレア以外の四天王達を乗せて連れて行った。
シャンデラ

カトレア
イッシュ四天王の一人。エスパータイプの使い手。自身も超能力を持っているようで、エスパーの力を使う際には髪が逆立つ。
争いごとを好まず、プラズマ団の行いは単なる主張の自由と言ってはいるが、人質に捕らわれているジムリーダー達を放っておく事だけはできないとエスパーの力を使った他、ポケモンリーグの襲撃も行き過ぎた行為として反撃に出る。
第8章の時点ではシンオウ地方でのバトルフロンティアの施設の一つ、バトルキャッスルのオーナーで、かつては戦いを禁じられていた事情があったが、現時点でその背景は明かされていない。
ポケモンリーグでブラック達の試合を観戦する。リーグ戦後、四天王戦の準備をしようとしていたところ、ブラックのムシャ（ムンナ）が帰りづらそうに会場の周りを浮いていたのを遠慮せず帰るように言い、ムシャ自身が進化を望んでいる事を悟り「つきのいし」を与えた。

手持ちポケモン
ゴチルゼル♀
特性：おみとおし
技："サイコショック"・"テレキネシス"
捕らわれているイッシュのジムリーダーの精神と感応し、シャガと戦っていたブラックにジムリーダー達の応援の声を伝えた。ただし正確な居場所が分かったわけではない。

## カロスリーグ四天王・チャンピオン
第12章に登場。組織としての基本的な設定はホウエン・シンオウ・イッシュとほぼ同じだが、フレア団の首領格であるパキラがスパイとして潜り込んでおり、常に監視されていた。そして、パキラの監視により最終兵器の決戦にも参加できず、ジムリーダー達が指名手配された事で、こちらも実質壊滅状態に置かれてしまっている。エックス達との合流後は、最終兵器の決戦に参加できなかった償いと、身内の中に裏切り者がいた大失態の責任を果たすため、他の四天王3人は自ら囮を買って出た。
カルネ
カロス地方におけるポケモンリーグのチャンピオンである女性。奇跡とも称えられる子役時代から有名な女優でもある。キーストーンの継承者でもありコンコンブルの弟子の1人。グリーンとは彼がカロス地方に留学した時からの戦友である。装具は「メガチャーム」。
正義感が強く、女優業の休業を宣言し、フレア団から追われる身となったコルニとコンコンブルを助ける。「大樹」の戦いの際にも颯爽と現れエックス達を助けるも正体を表したパキラの罠に嵌まり、テールナーの"マジックルーム"の中に隔離されたまま地下に攫われ惨敗してしまう。
そのままサーナイト諸共生き埋めにされてしまうが、グリーンによって救出されフレア団のことを伝える。それ以降はグリーンと共に行動し、エックス達にも合流した。
最終決戦ではパキラにキーストーンを奪われてしまうなどあまり見せ場は無かったが、そのキーストーンが逆転の鍵となるなど、勝利には貢献した。パキラとは敵同士になるものの、トレーナーとして真剣に再戦を望んでいたが、結局その望みが叶う事はなかった。
第13章ではシルエットのみの登場だが、ダイゴと入れ替わりに、グリーンと共にコンコンブルにメガシンカの継承を希望している様子が見られる。
手持ちポケモン
サーナイト←→メガサーナイト Lv.72
特性：トレース←→フェアリースキン 性格：ひかえめ 個性：とてもきちょうめん
技："サイコキネシス"・"サイコショック"・"チャージビーム"・"はかいこうせん"
「サーナイトナイト」は額につけている。

パキラ
カロス四天王の一人。ほのおタイプのエキスパート。眼鏡をかけた女性で、ホロキャスターの人気アナウンサー。
その正体はフレア団のNo.2にしてカルネ達を監視していたスパイ。

ズミ
カロス四天王の一人。みずタイプのエキスパート。本業はシェフであり、料理には強い誇りとこだわりを持つ。ポケモンバトルは芸術であるという信念を持っており、そのこだわりにはサナ達もドン引きしていた。
パキラに監視されていたせいもあって最終兵器の決戦に駆けつけられなかった事を強く悔いており、荒れ果てホテルに潜伏しながら逃亡生活をしているワイ達に自分なりの慰労を兼ねて手料理を振舞い、18番道路で彼らが旅立つ時には手製の弁当を渡している。その後は陽動として19番道路に向かう。
手持ちポケモン
ブロスター♂

ガンピ
カロス四天王の一人。はがねタイプのエキスパートで、甲冑を身につけた男性。
パキラに監視されて身動きがとれずにいたが、18番道路から先に進む道をつけるべくダイノーズの磁力によって磁性鉱物を地表に露出させ、ポケモンの村に至る道しるべとした。その後は陽動として20番道路に向かう。
手持ちポケモン
ダイノーズ♂
技："マグネットボム"
クレッフィ
コミックス60巻の裏表紙に登場。ワイの母のサキやエックス達に協力した個体かは不明。

ドラセナ
カロス四天王の一人。ドラゴンタイプエキスパートの女性。
パキラの監視により身動きがとれない中でジガルデに関する情報をできる限りで収集していた。18番道路でその調査結果をエックス達に渡し、22番道路へ陽動に向かう。
今までの四天王・チャンピオンの中で唯一、手持ちポケモンが漫画本編に登場していなく、コミックスの裏表紙に登場する形となった。
手持ちポケモン
ドラミドロ
コミックス60巻の裏表紙に登場。

## アローラリーグ四天王
第14章に登場。
ハラ
アローラ地方・メレメレ島のしまキング。かくとうタイプの使い手。Zリングの所有者で、「Zワザ」の使い手でもある。ハウの祖父。
カプ達が何かに怒っていることを感じ取りライチ・クチナシを招集、カプ達の怒りを収めるべく、「しまめぐり」を行う代表者を選ぶためにメレメレ島のゼンリョク祭りで「ゼンリョクバトル」トーナメントを開催する。「ゼンリョクバトル」トーナメント後はサンを仕事の一環として「しまめぐり」の旅に任命する。
グズマの事は子供の時から知っており、よその地方にバトルの練習試合に行かせた事があるが、現在は仲違いしている。スカル団ができたのは、自分がグズマに「勝利すること」「1番になること」の価値しか教えられなかったせいではないかと責任を感じており、結果としてスカル団への対処で後手に回ることになっていた。
ポニ島のしまクイーンにハプウを推薦する話をした後、UB（ウルトラビースト）の奇襲に合い、自身の島は自身が守ると囮役を買って出る。それから半年間はキャプテン達の特訓を行い、ナッシーアイランドの前線キャンプで様子を見ていた所に練習を重ねてZリングを持ったハウが来て特訓を頼まれ、半年前は却下したが今度は受け入れてエンドケイブに行く。その後、他のキャプテン・キング・クイーン達が向かったラナキラマウンテンに向かおうとしたところ、カプ・レヒレとマッシブーンが現れ、カプ・レヒレの援護をする。
手持ちポケモン
キテルグマ♂
技："はかいこうせん"
ハリテヤマ
技："インファイト"

ライチ
アローラ地方・アーカラ島のしまクイーン。いわタイプの使い手。Zリングの所有者で、「Zワザ」の使い手でもある。
他人の色恋沙汰に敏感で、サン・ムーンの関係性にも注目している一方、短気な所があり自身の恋愛の話はご法度。また年齢のことも禁句。ポケモンバトルは小細工無しに序盤から全力でぶつかる。
「ゼンリョクバトル」トーナメントの出場者に、対戦相手のくじ引き付きのマラサダを配った。ポニ島のしまクイーンにハプウを推薦する話をした後、UBの奇襲に合い、アーカラ島に向かう。
ハウが特訓の際手に入れた「かがやくいし」をZリングにして託し、カキに修復されたZリングを届ける。ホクラニ天文台からラナキラマウンテンに向かうが山頂でザオボーの手下とUBの大群に待ち伏せされ交戦、その時現れた4匹のカプの内、カプ・コケコと共にアクジキングをメレメレ島へ誘導する。
手持ちポケモン
ルガルガン♀（まよなかのすがた）
技："ロッククライム"・"ワールズエンドフォール"

カヒリ
プロの女子ゴルファーでもありひこうタイプの使い手。エアームドの背に立ち乗りした状態で、空中から地上の一点まで正確にショットができる腕前がある。
カロス地方でゴルフ大会に出場した後、ハラから連絡を受けて地元のアローラ地方に帰還。その途中メレメレの花園にて、メレメレ島を捜索していた所をUBのマッシブーンとカミツルギに襲われ、ゴルフクラブを破壊された。その後グラジオと戦っているサンの元に助太刀に入り、Zリングを届ける。
UBとの対決に備え、半年かけて全てのZクリスタルを集めた。その後、テッカグヤをカプ・ブルルと共にウラウラ島に誘導する。
手持ちポケモン
エアームド
移動要員。
ドデカバシ
技："ドリルくちばし"
オドリドリ（めらめらスタイル）

アセロラ
アローラ地方・ウラウラ島のキャプテンの一人。ゴーストタイプ使いの少女。フレンドリーな性格で、サン達の事を「~ちん」と呼ぶ。同じくフレンドリーなハウとは意気投合していた。
ウラウラ島の海岸に漂着したサンとリーリエを救助し、サンに試練を課した後で「ポータウン」でスイレン達と合流し、スカル団のアジト「いかがわしきやしき」に乗り込むも、ボスのグズマが召還したUBに襲われ、交戦する。
半年後の作戦時はUBの分散のためカプ・テテフと共にアーカラ島にカミツルギを誘導、ハノハノリゾートで交戦する。
手持ちポケモン
スナバァ→シロデスナ

ダダリン

マーレイン
眼鏡をかけた男性。はがねタイプの使い手。ククイ博士とは親友で、従兄弟のマーマネとは「マーくん」「マーさん」と呼び合っている。
アローラ地方の島の人々がUBの被害に遭わないよう、ナッシーバスの輸送で展望台に避難させる。
ホクラニ天文台でキャプテン・キング・クイーン達をラナキラマウンテンに送るための飛空挺をマーマネと作成し、マーマネとウツロイドを撃破する。
手持ちポケモン
アローラダグトリオ
技："ちょうぜつらせんれんげき"

## ガラルリーグチャンピオン
第15章に登場。上記の通り、ガラル地方には四天王が存在しない。
ダンデ
ガラル地方ポケモンリーグのチャンピオンである青年。チャンピオンマントが特徴的。創人・シルドミリアのライバルのホップの兄で、マグノリア博士の孫・ソニアとは幼馴染。ブラッシータウン出身。
ガラルリーグで数年無敗を誇る。誰よりもチャンピオンという立場を理解しているので、横紙破りのような範にならないことは決してしない。実は極度の方向音痴という意外な一面がある。
かつて「ブラッシータウンがガラル最強の町になる」とソニアと約束し、その約束通りにガラル地方のチャンピオンとなった。だが、故郷にいた頃は一度も勝てなかったソニアはアラベスクタウンで敗退して町を去り、それから長い間音信不通になっていた。口癖のように使っている「ガラル全体で強くなる」という言葉は、ソニアの思いを引き継いで「ポケモンバトルの強者が増えることで全体を強くする」という意味であったが、ローズが「力のない人、弱い立場の人も安心して暮らせる」と解釈したのに影響され、「助けを必要とする人を助ける力を持つ」という意味でも用いるようになった。
ジムチャレンジの特番に出演するためエンジンシティに向かう途中、ブラッシータウンでウールーの大群が電車を立ち往生させている事件に巻き込まれていた。その事件の原因だった野生のタチフサグマを売り込みを兼ねて協力を申し出た創人とシルドミリアが退治したのを見て、事態を迅速に収めた二人に興味を持ち、旧知のマグノリア博士の助手ということも手伝ってジムチャレンジに推薦した。チャンピオンが珍しく推薦したトレーナーというニュースは瞬く間に地方全体へ広がり、二人がジムリーダーやライバルのジムチャレンジャーから注目されることへつながった。なお、この後迷子になり、結局番組には出演できなかった。
ナックルシティ地下のエネルギープラントで爆発が起きた際には、事情をローズに問いただし、状況次第では救助しようと考えていたが、キバナに諭されて野次馬や住民の避難を任される。その後、ルートナイントンネル付近で倒れていたソニアを助けてナックルシティの病院へ搬送し、意識が戻った彼女と久しぶりに言葉を交わして、ジムチャレンジ後に姿を消した真意を聞かされた。そして信頼していたローズ委員長がブラックナイトを起こそうとしていることを知る。
ナックルシティでムゲンダイナと戦い、本気になったムゲンダイナの攻撃を受けそうになったが現れたザシアン・ザマゼンダに救われる。しかし、技がぶつかり合った時に発生したエネルギーの衝撃とムゲンダイナの毒を浴びたことで昏睡状態に陥る。
手持ちポケモン
リザードン（キョダイマックス）
技："キョダイゴクエン"
ドラパルト

## パルデアリーグ四天王・チャンピオン
チリ
四天王。12話から登場する長身でボーイッシュな女性。コガネ弁で話す。専門タイプは「じめん」。
手持ちポケモン
バクーダ

ポピー
四天王。21話から登場する幼い少女。幼い為、彼女の台詞は殆どひらがなで表記される。専門タイプは「はがね」。
手持ちポケモン
デカヌチャン♀

ダイオウドウ

アオキ
四天王兼チャンプルタウンのジムリーダーの男性。サラリーマン。専門タイプは四天王時は「ひこう」で、ジムリーダー時は「ノーマル」。17話から登場する。
手持ちポケモン
ネッコアラ

ノココッチ（ふたふしフォルム）

ムクホーク（テラスタイプ：ノーマル）

ハッサク
四天王兼、グレープアカデミーの教師。21話から登場（以前、コルサの台詞で名前に触れられていた）。一人称は「小生」で、コルサの恩人。専門タイプは「ドラゴン」。
手持ちポケモン
ドラミドロ

オモダカ
パルデアリーグのトップチャンピオンの女性。12話から登場する。
手持ちポケモン
キラフロル